# Bartel Jonkman
Bartel John Jonkman (ur. 28 kwietnia 1884, zm. 13 czerwca 1955) – amerykański polityk.
Był kongresmenem z okręgu wyborczego stanu Michigan, w którym znajduje się miasto Grand Rapids. Był pochodzenia holenderskiego i cieszył się poparciem licznej w swoim okręgu społeczności pochodzenia holenderskiego. W Izbie zasiadał w latach 1939-1949 z ramienia Partii Republikańskiej reprezentując poglądy izolacjonistyczne. W prawyborach roku 1948 został pokonany przez młodego prawnika Geralda R. Forda, który uzyskał m.in. poparcie sporej liczby wyborców pochodzenia polskiego, również licznych w tym okręgu. Ford, przyszły prezydent USA, z łatwością wygrał wybory w tym tradycyjnie prorepublikańskim okręgu i zasiadał w izbie do roku 1973, kiedy to został mianowany wiceprezydentem USA w administracji Richarda Nixona.